# مقاطعة كنكوصة

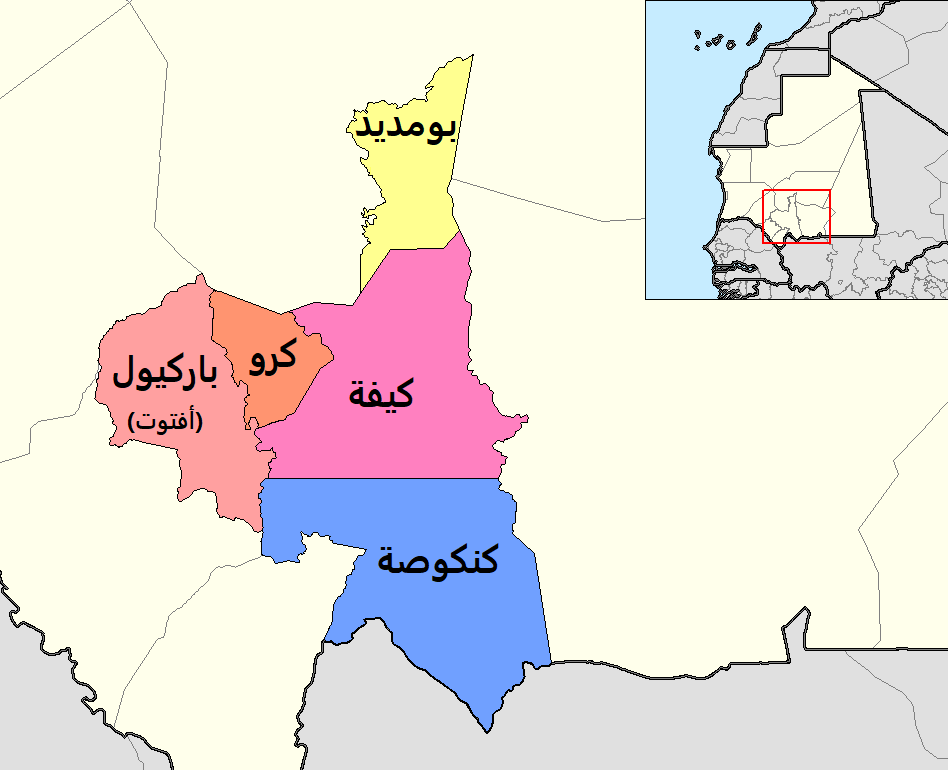
مقاطعات العصابة: كنكوصة إلى الجنوب

مقاطعة كنكوصة هي إحدى المقاطعات الخمسة في ولاية العصابة في موريتانيا.

## قائمة البلديات في المقاطعة
تتكون مقاطعة كنكوصة من خمس بلديات :
- كنكوصة
- بلاجميل
- ساني
- هامد
- تناها

في عام 2000 ، كان مجموع سكان مقاطعة كنكوصة 63،064 نسمة (30،485رجلاً و 32،579امرأة).